# York
Pour les articles homonymes, voir York (homonymie).

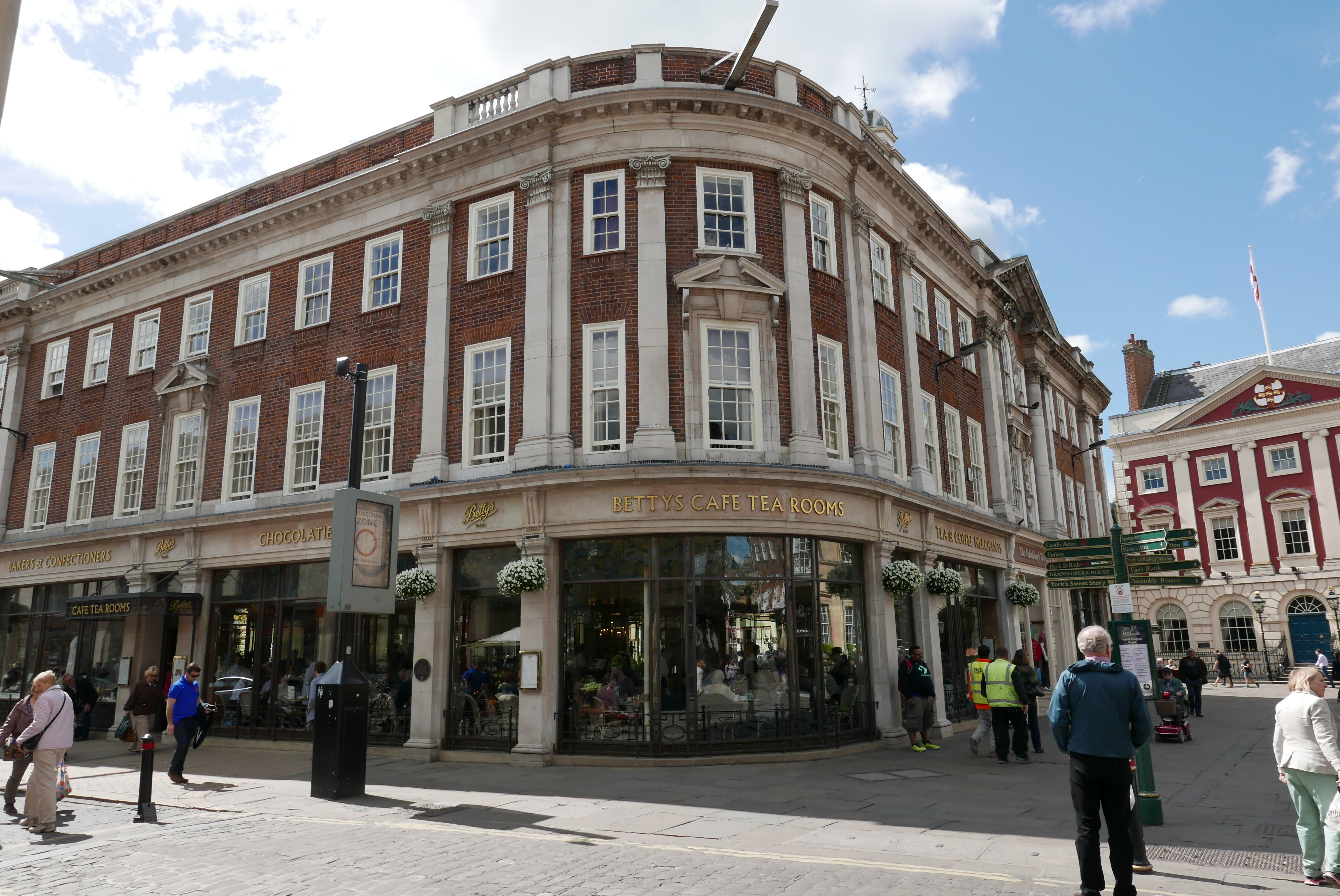
Quartier général des pilotes de la RAF pendant la Seconde Guerre mondiale.

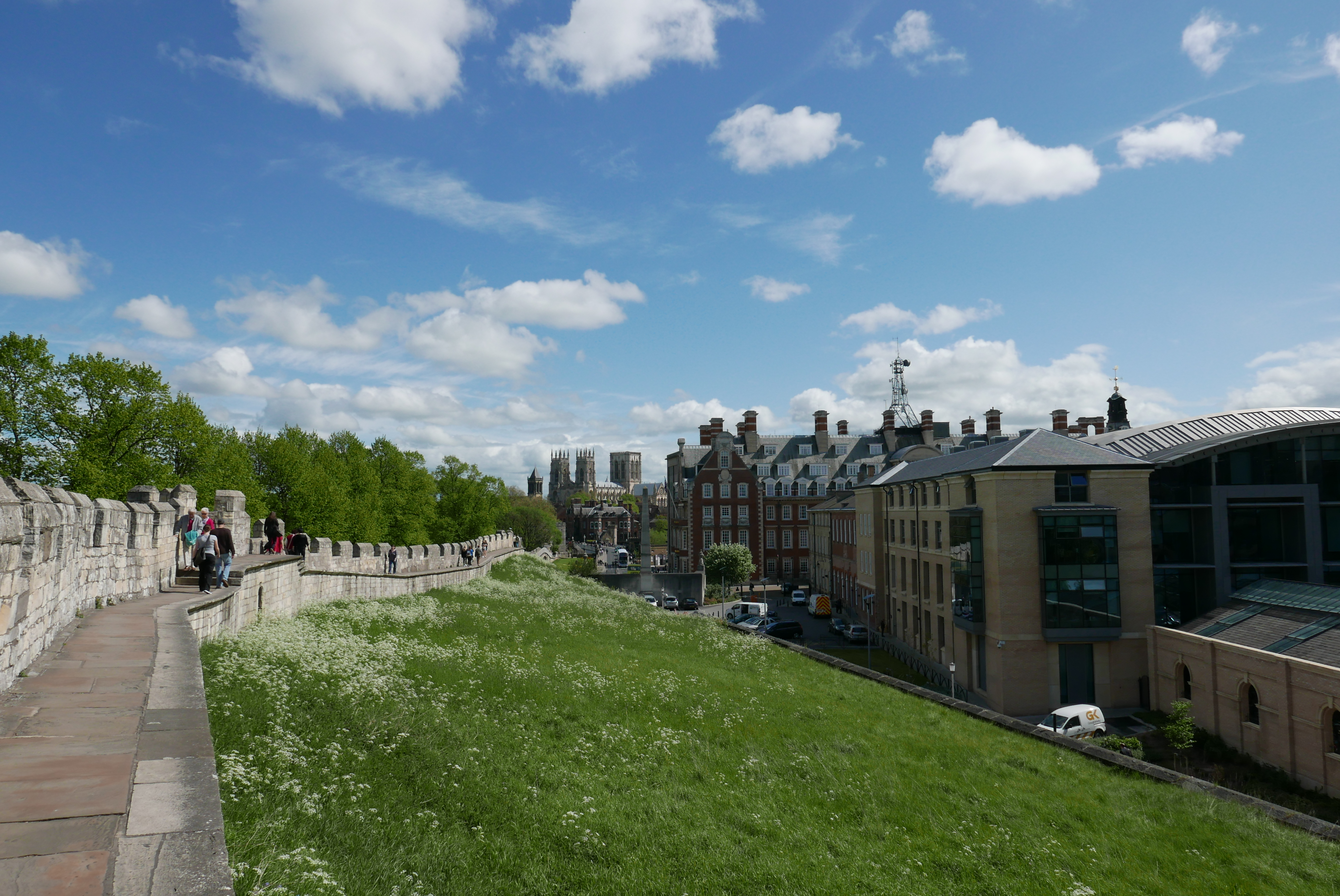
Remparts entourant la ville d'York

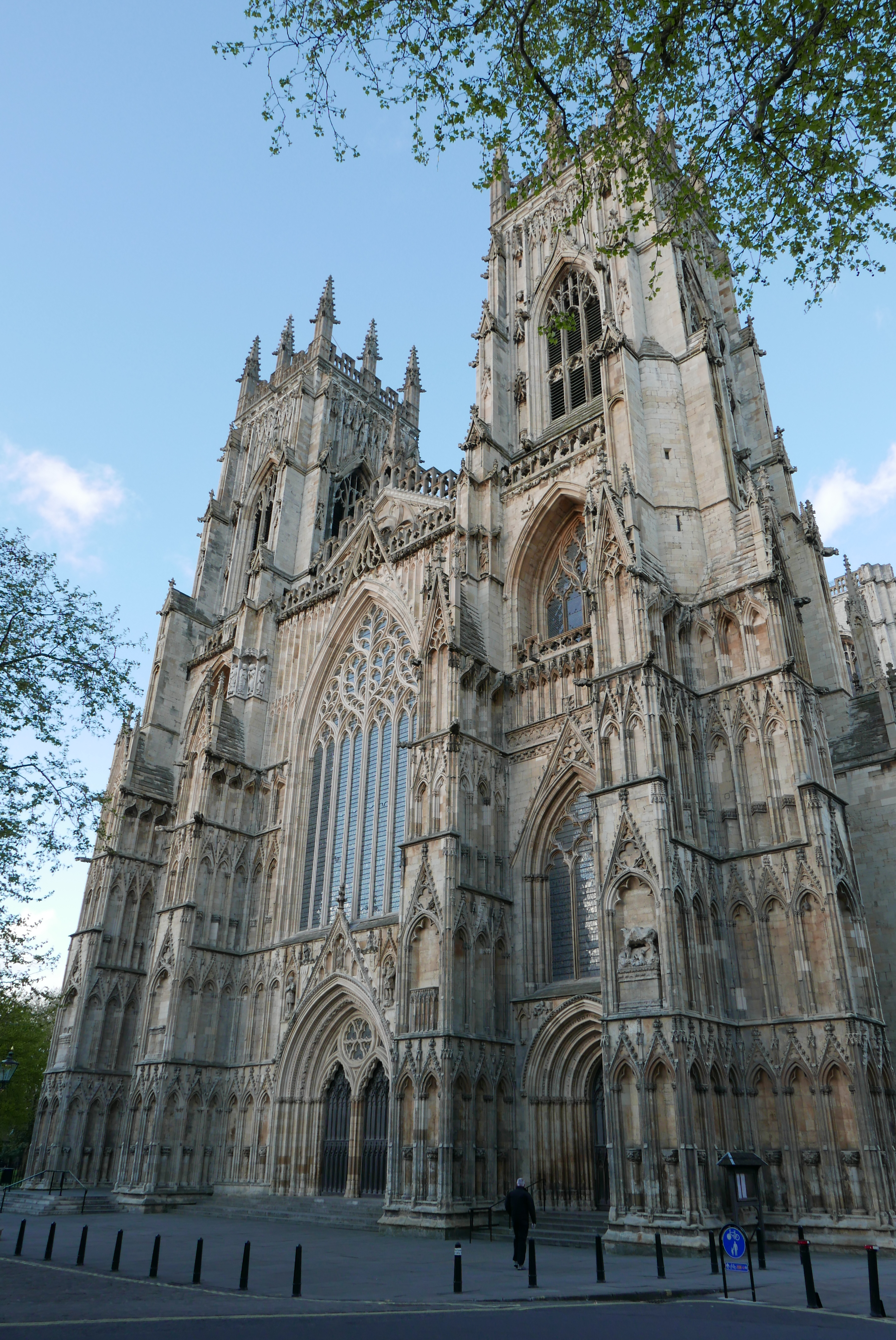
Façade de la cathédrale d'York

York [ jɔʁk] (en anglais : [ jɔːk]) est une ville du Nord de l'Angleterre. Située au confluent de deux rivières, l'Ouse et la Foss, elle donne son nom au comté du Yorkshire. Fondée par les Romains sous le nom d'Eboracum, elle est l'une des villes majeures du royaume anglo-saxon de Northumbrie, puis la capitale du royaume viking de Jórvík. Elle est également le siège d'un archevêché de l'Église d'Angleterre.
Depuis 1996, la ville d'York forme une autorité unitaire distincte du Yorkshire, dont la population était estimée à 257 342 habitants en 2016. La ville possède également le statut de cité, et abrite une université de réputation nationale et internationale. Malgré son importance historique, depuis la Révolution Industrielle, d'autres villes au sein du Yorkshire (comme Leeds ou Sheffield) comptent bien plus d'habitants et ont davantage de poids économique. 

## Étymologie et usage

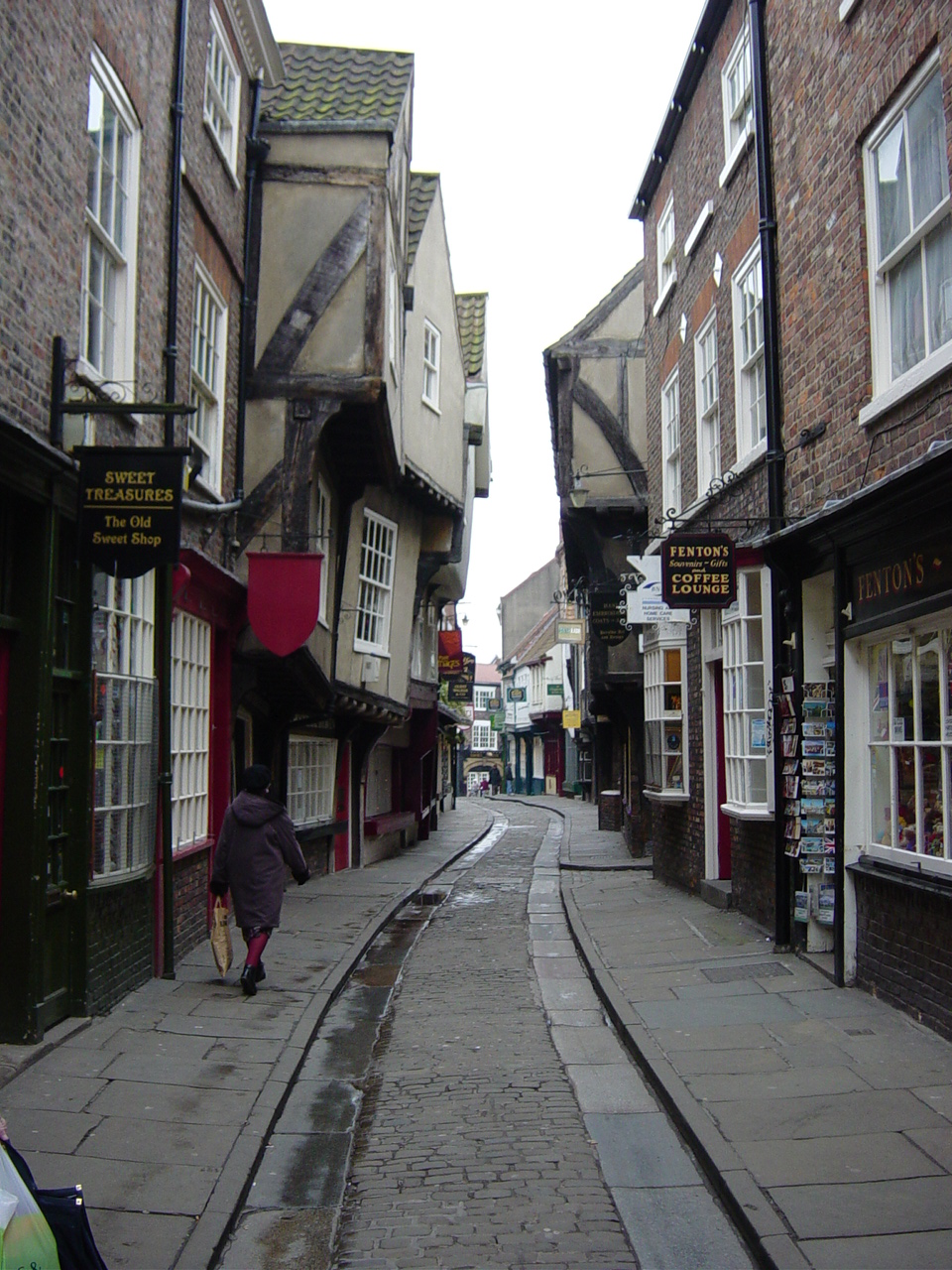
The Shambles ruelle d'York qui a inspiré les décors du chemin de Traverse dans les films Harry Potter

Le nom antique de York est noté Eborakon chez Ptolémée et Eburacum dans l'Itinéraire d'Antonin. Il correspond au type toponymique celtique *Eburiakon répandu sur le continent et qui explique Évry, Ivry, Ivrey, Yverdon, Yvrac qui ont tous à des formes anciennes analogues comme Ebriacum ou Ebriaco dont certaines peuvent être composés avec le nom d'homme Eburius. Eburacum (< *Eburiakon) est un composé de eburo-, qui signifie « if » et du suffixe localisant répandu -acon (> -acum, -og en brittonique, tous du celtique commun *-ako). Le chroniqueur du XIIe siècle Geoffroy de Monmouth propose une étymologie populaire du nom Eboracum en nommant Ebrauc le roi breton légendaire qui aurait fondé la ville. (Les noms respectifs de la ville en gallois, irlandais et gaélique écossais sont Efrog, Eabhrac et Eabhraig).
Au VIIe siècle apparaît la forme Eoforwic. La première partie de ce composé, Eofor-, est reprise du nom Eboracum : les Anglo-Saxons interprètent vraisemblablement ebor- comme un dérivé de la racine germanique *eburaz « sanglier ». La deuxième partie, -wic, se retrouve dans les noms des principales places commerciales des royaumes anglo-saxons de l'époque : Gipeswic (Ipswich) en Est-Anglie, Lundenwic (Londres) en Essex et Hamwic (Southampton) au Wessex. Eoforwic est adapté sous la forme Jórvík par les Vikings à la fin du IXe siècle.
Dans Le Bon Usage, André Goosse souligne que l'élision se fait devant les mots commençant par la semi-voyelle /j/, y compris « devant les noms propres français commençant par y, ainsi que devant York ».

## Histoire

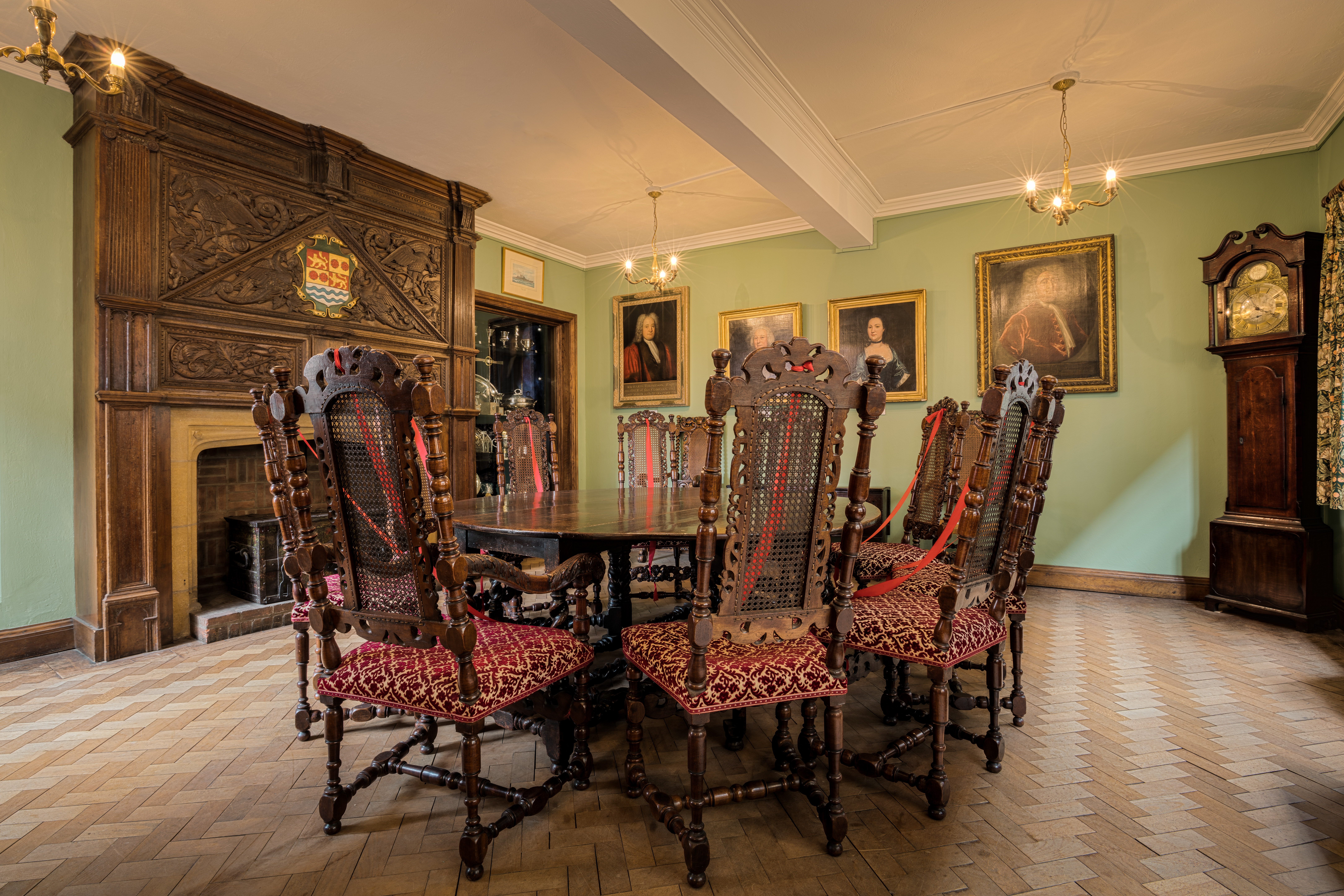
Le Merchant Adventurers Hall Governors Parlour Room, d'une guilde du Moyen-Âge. Photo juin 2016.

La ville d'Eboracum fut fondée en 71 ap. J.-C., et possède une riche histoire romaine, celtique et nordique.
Les Celtes qui vivaient dans la région appartenaient aux tribus des Brigantes et des Parisii, ces derniers venant probablement d'une expédition de la tribu gauloise qui a donné son nom à Paris.
Capitale de la province romaine de Bretagne inférieure, Eboracum vit mourir les empereurs Septime Sévère en 211 et Constance Chlore en 306, tous deux venus mener des campagnes au-delà du mur d'Hadrien. C'est également là que Constantin le Grand, fils de Constance Chlore, fut proclamé empereur après la mort de son père. Une statue en bronze de Constantin installée devant la cathédrale commémore cet événement.
Après l'arrivée des Anglo-Saxons, York devint l'une des principales villes du royaume de Northumbrie sous le nom vieil anglais d'Eoforwic. Le roi Edwin y fut baptisé en 627. Elle devint le siège d'un évêché, puis d'un archevêché en 735. Tombée aux mains de la Grande Armée en 866, elle fut la capitale d'un royaume viking de 876 à 954 sous le nom de Jórvík, date de sa conquête définitive par le royaume d'Angleterre.
Le 20 septembre 1066, Harald Hardrada s'empara de la ville, mais fut tué cinq jours plus tard par le roi Harold Godwinson à la bataille de Stamford Bridge, vainqueur qui devait périr à son tour à la bataille d'Hastings peu de temps après.
Après la phase de conquête  initiale par Guillaume le conquérant, les provinces du Nord de l’Angleterre menèrent de nombreuses révoltes qui ne furent matées qu'après dix années de guerre et la dévastation des territoires conquis, en particulier celui du Yorkshire. (Dévastation du nord de l'Angleterre). Ceci provoqua et dépeuplement important et un impact économique désastreux ressenti pendant plusieurs siècles.
En 1190, Richard de Malbis et d'autres nobles d'York qui envisageaient de se joindre à Richard dans la troisième croisade profitèrent d'un incendie qui avait éclaté en ville pour faire courir une rumeur contre les Juifs. Les maisons de Benoît et Joce furent attaquées et ce dernier obtint la permission du gardien du château d'York d’y évacuer sa famille et l’ensemble des Juifs, probablement dans la tour de Clifford. Assaillis par la foule, les Juifs prirent peur et ne laissèrent pas rentrer le gardien qui avait quitté la tour. Il en appela au shérif, qui fit venir la milice du comté. La tour de Clifford fut assiégée plusieurs jours. Un moine fit la cérémonie de sacrement chaque matin autour des murs comme pour sacraliser la lutte. Il fut écrasé d'une pierre jetée par les Juifs assiégés ; la colère de la foule devint alors une folie forcenée. Quand les Juifs de la tour de Clifford virent qu'ils n'avaient aucune autre possibilité que de se soumettre au baptême ou périr des mains de la foule, Yom-Tob ben Isaac de Joigny, tossafiste français et nouveau chef de la communauté, les exhorta à se tuer eux-mêmes plutôt que de succomber à la cruauté de leurs ennemis. Ceux qui étaient en désaccord furent autorisés à se retirer. Les autres se donnèrent la mort, après avoir mis le feu à leurs vêtements et marchandises pour éviter que ceux-ci ne tombent dans les mains de la foule. Joce égorgea son épouse, Hannah, avec le couteau d’abattage rituel. Le dernier survivant de cent-cinquante personnes, Yom-Tob, se poignarda et prit sur lui l’interdit de suicide. Au matin, les quelques survivants qui s'étaient soustraits aux assiégeants furent envoyés à Londres aux mains du shérif. La foule fouilla alors le château à la recherche des biens juifs et des contrats de dettes et, ne trouvant rien se hâta vers le clergé pour s’emparer des biens du trésor de la cathédrale, montrant ainsi le véritable motif de leurs actes. William de Longchamp, régent du royaume en l’absence de Richard, fut courroucé de cette insulte à la dignité royale, les Juifs étant sous la protection du roi. Il marcha sur York en conséquence, imposa de lourdes amendes à cinquante-deux notables et bannit Richard de Malbis et divers membres des familles Percy, Faulconbridge et Darrel, qui avaient été clairement les dirigeants de l'émeute tandis que chacun d'entre eux, selon des preuves inattaquables, étaient endettés auprès de Juifs.
La ville resta l'une des plus importantes d'Angleterre durant tout le Moyen Âge, prospérant grâce au commerce de la laine. Son déclin s'amorça avec la révolution industrielle : de ce fait, beaucoup de constructions datant du Moyen Âge, ailleurs détruites pour faire place aux usines, sont demeurées intactes pour l'essentiel. Le regain d'intérêt pour cette période que connut le XIXe siècle amena un vaste programme de rénovations qui ont fait d'York une importante destination touristique, dont le joyau est la cathédrale (XVe siècle), la plus grande construction gothique d'Europe du Nord. 
Autre reliquat de cette époque médiévale, une loi toujours en vigueur, car jamais abrogée, permet le meurtre d'un Écossais dans l'enceinte de la ville si celui-ci porte arc et flèches. Bien que le principe anglais d’abrogation implicite doive s'appliquer dans pareille situation par l'effet des diverses lois ultérieures réprimant l'homicide, la tradition britannique de la common law, fondée notamment sur la jurisprudence, pourrait permettre à un justiciable déterminé de tenter d'éviter une condamnation pour meurtre.

## Population et société

### Démographie
York compte environ 200 000 habitants. La population est presque exclusivement blanche (97,84 % du total). York compte peu de quartiers ouvriers ou de classe moyenne, comme c'est le cas à Leeds par exemple. La population d'York est légèrement plus âgée que la moyenne nationale.

### Enseignement
- All Saints Roman Catholic School, collège et lycée catholiques mixtes.

## Climat
York a un climat tempéré avec quatre différentes saisons, quoique le climat de la ville soit plus chaud et plus sec que celui du reste du comté. À cause de son emplacement en plaine, York est enclin au gel, au brouillard et aux vents froids pendant l'hiver, alors que l'été arrive relativement tôt. 
Les températures oscillent autour de 7 °C en hiver à 22 °C pendant la période estivale. La neige peut tomber à partir de décembre jusqu'en avril, mais fond rapidement. De mai à juillet, York est moyennement ensoleillée, avec une moyenne de six heures par jour. Les extrêmes enregistrés à l'Université entre 1998 et 2006 vont de −6,9 °C à +33 °C.

## Monuments

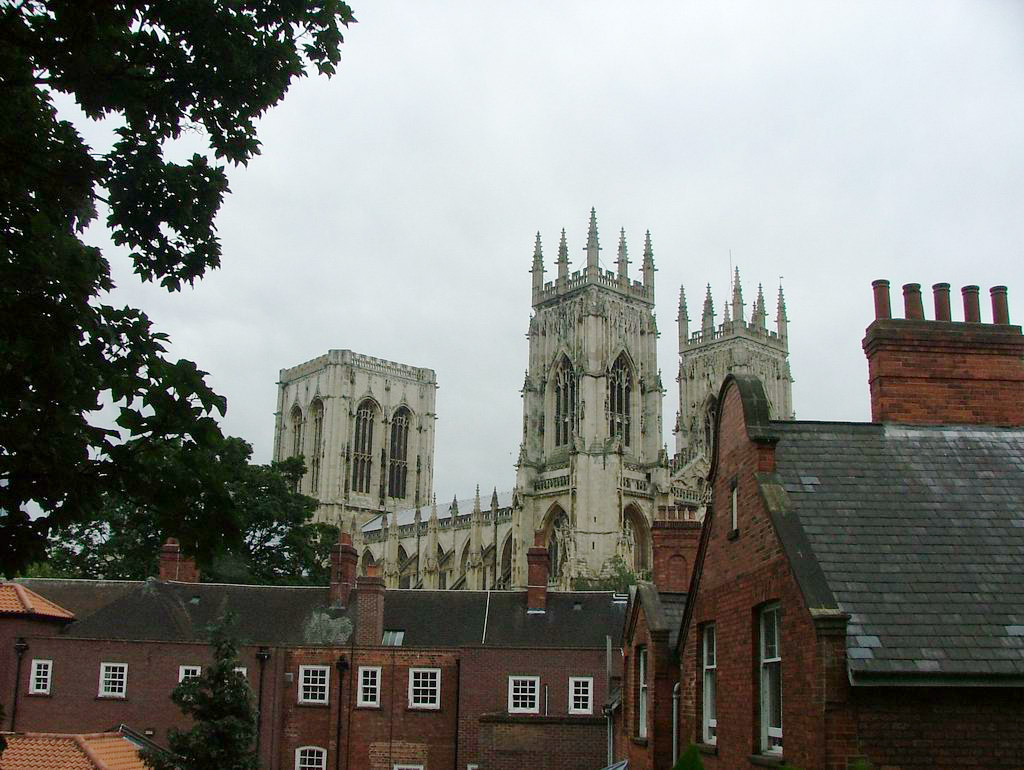
York Minster, nord et ouest.

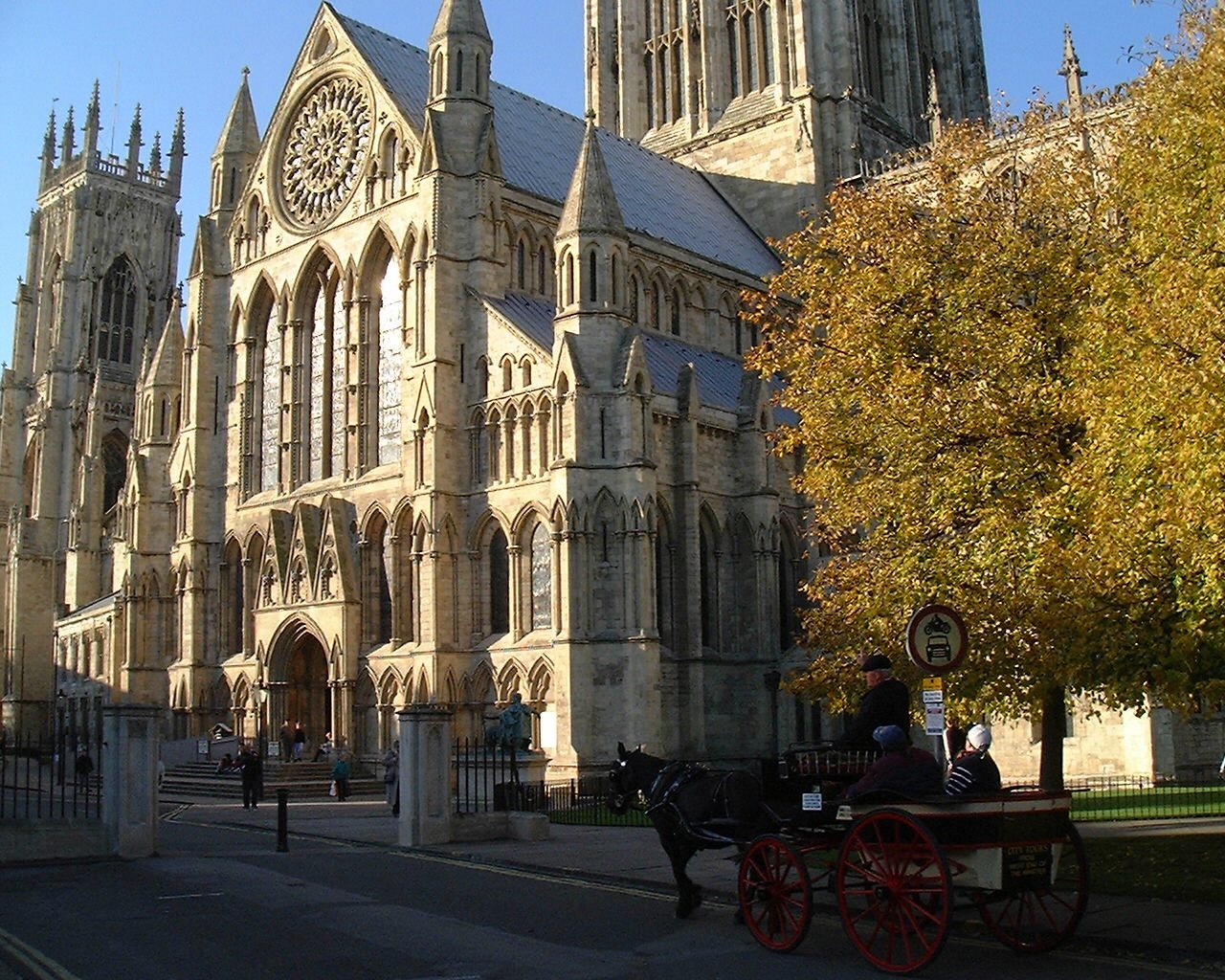
York Minster, façade sud.

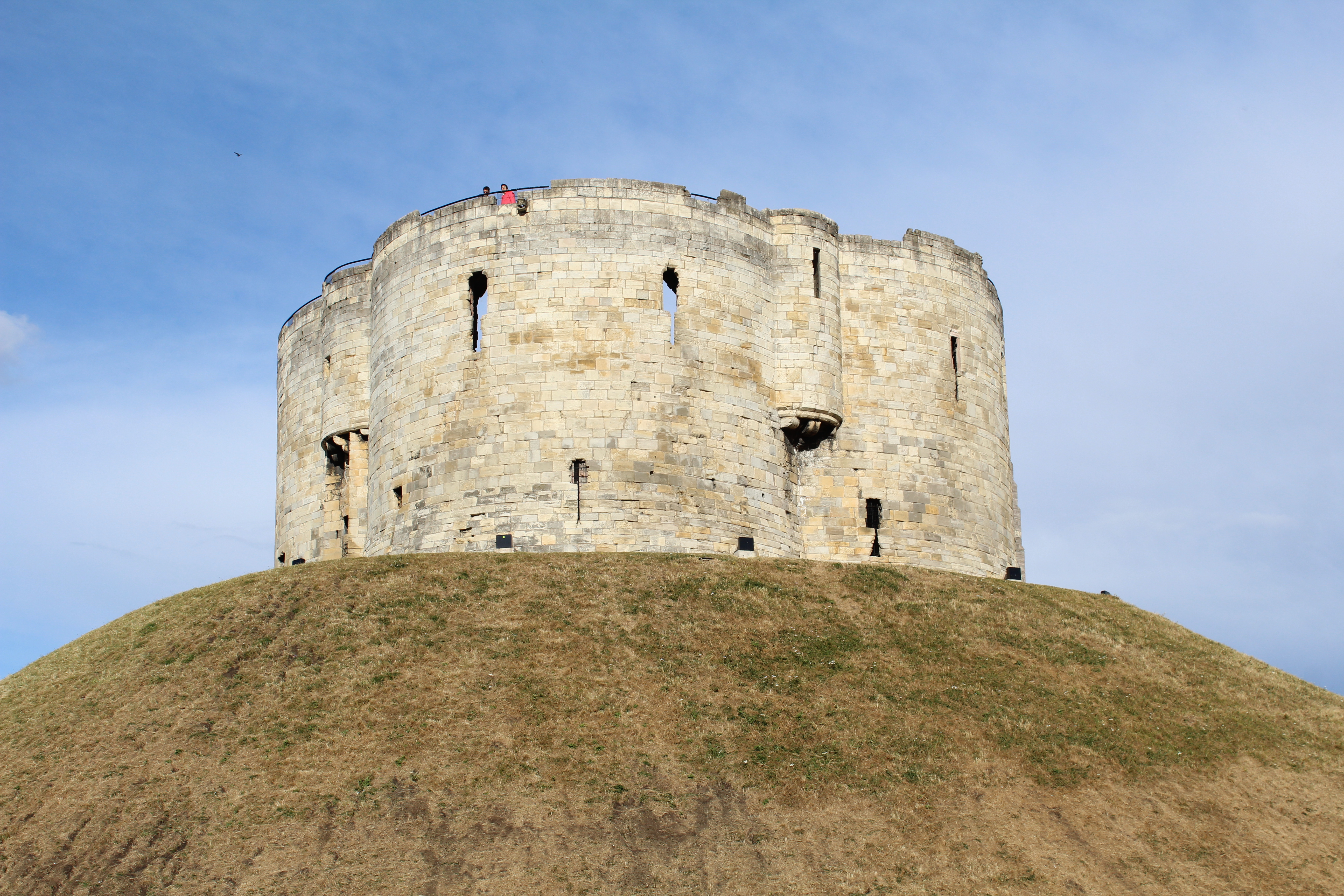
La tour de Clifford.

- La cathédrale d'York ou York Minster, la plus grande cathédrale gothique de l'Europe du Nord.
- Le château d'York, édifié dès le XIe siècle, avec la tour de Clifford qui doit son nom à Roger, 2e baron de Clifford, qui fut pendu du haut de cette tour le 16 mars 1322, après sa capture pendant la bataille de Boroughbridge.
- Les remparts d'origine romaine, construits sous Septime Sévère, encore partiellement conservés.
- L'amphithéâtre, encore partiellement conservé.
- La gare d'York inaugurée en 1877.
- Le Guildhall d'York, du XVe siècle : gravement endommagé par des bombardements allemands, il a ensuite été reconstruit à l'identique.
- The Shambles, ruelle médiévale qui a inspiré les décors du chemin de Traverse dans les films de la série Harry Potter. En 2017, une boutique dédiée à Harry Potter y est ouverte : The Shop That Must Not Be Named (« Le Magasin dont on ne doit pas prononcer le nom[8] »).
- La statue de Constantin le Grand, située à côté de la cathédrale.

## Musées
- l'Archaelogical Resource Centre
- le Micklegate Bar Museum
- le Museum Gardens
- le National Railway Museum
- le York Castle Museum
- le Yorkshire Museum
- le Jorvik Centre
- le York City Art Gallery

## Jumelages
- Dijon (France)
- Münster (Allemagne)
- Fanteakwa (Ghana)

## Tour de France
- Le 6 juillet 2014, York est la ville-départ de la deuxième étape du Tour de France 2014, la reliant à la ville de Sheffield après un parcours de 201 km.

## Personnalités nées dans cette ville
- Alcuin (730–804), religieux
- Thomas Wolsey (1473-1530), archevêque d'York, cardinal, lord-chancelier d'Angleterre
- Guy Fawkes (1570–1606), conspirateur
- John Flaxman (1755–1826), sculpteur
- William Etty (1787–1849), peintre
- Joseph Hansom (1803–1882), inventeur du Hansom cab
- William Brown (1814-1877), graveur
- Henry Brown (1816-1870), graveur
- Benjamin Seebohm Rowntree (1871–1954), industriel et chocolatier
- W. H. Auden (1907–1973), écrivain
- Mary Fergusson (1914–1997), ingénieure
- Frankie Howerd (1917–1992), acteur et comique
- Judi Dench (1934– ), actrice
- Anita Lonsbrough (1941-), nageuse, championne olympique
- David Bradley (1942– ), acteur
- Martin Rees (1942– ), astronome et actuel Astronomer Royal
- Vince Cable (1943– ), politique
- Kate Atkinson (1951– ), écrivaine